# Brigitte Antonius

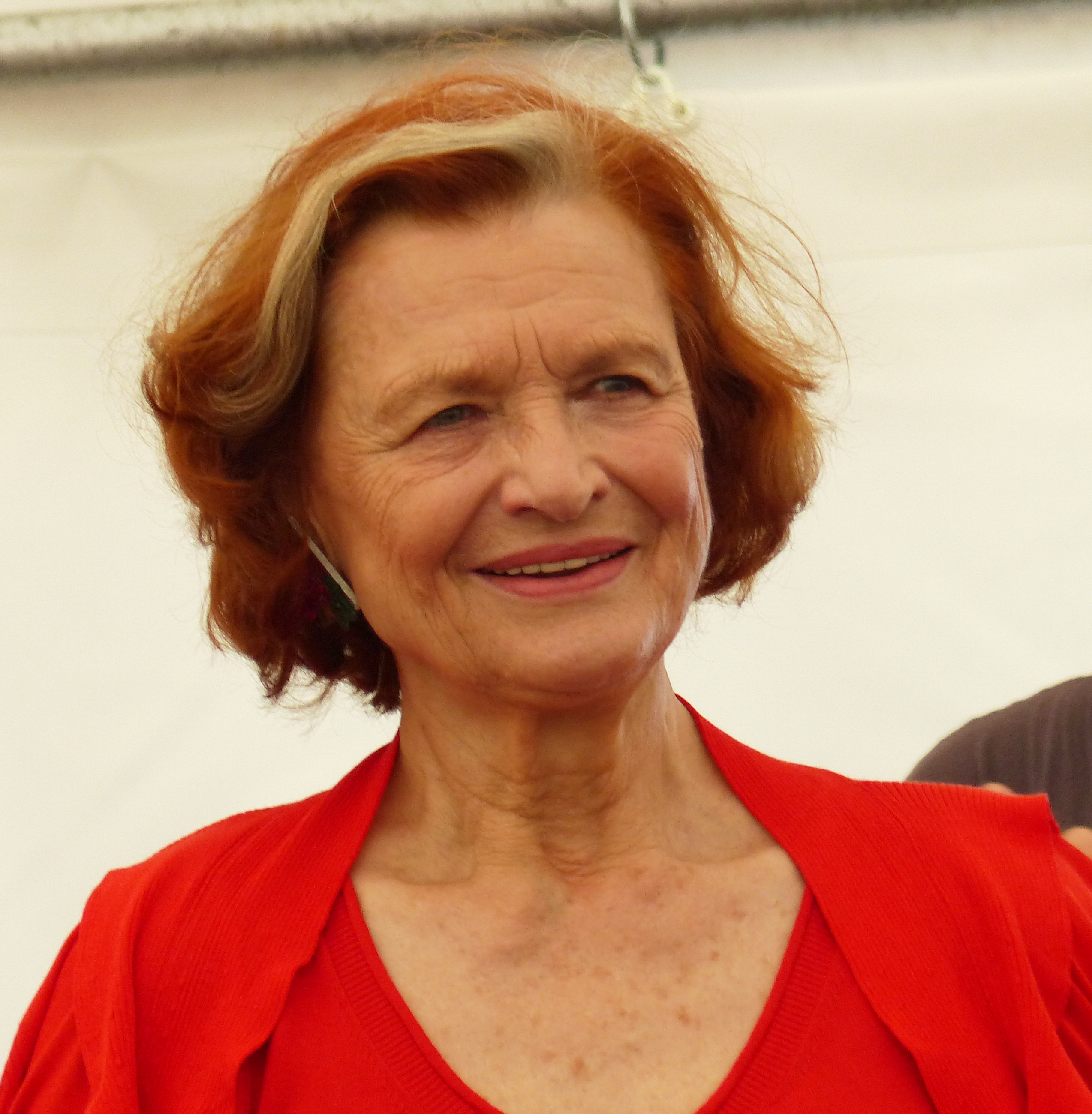
Brigitte Antonius (2013)

Brigitte Antonius (* 27. Jänner 1933 in Wien) ist eine österreichische Schauspielerin.

## Leben und Karriere
Die Burgenländerin ist seit Mitte der 1950er-Jahre in Theater, Film und Fernsehen tätig. Sie hatte zahlreiche Bühnenengagements, wie am Theater in der Josefstadt, am Wiener Burgtheater, am Schauspielhaus Graz oder am Niedersächsischen Staatstheater Hannover. Zu ihren wichtigsten Arbeiten im Film zählen Ene, mene Muh und tot bist du von Houchang Allahyari im Jahr 1999 und Komm süßer Tod von Wolfgang Murnberger im Jahr 2000. Seit Ende der 1990er-Jahre agiert Antonius verstärkt im deutschen Fernsehen, wo sie verschiedene Gastrollen in Fernsehserien wie in Klinik unter Palmen (2001) erhielt.
In der ARD-Telenovela Rote Rosen ist sie als Darstellerin der Johanna Jansen seit der ersten Folge im November 2006 dabei. Seit April 2014 (Folge 1696) gehört sie allerdings nicht mehr zum Stammcast und hat seitdem nur noch vereinzelt Gastauftritte.

## Auszeichnungen
- Silbernes Ehrenzeichen für Verdienste um die Republik Österreich
- Großes Goldenes Ehrenzeichen des Landes Steiermark
- Ehrenmedaille der Landeshauptstadt Graz für künstlerische Verdienste

## Filmografie
- 1956: Das Hirtenlied vom Kaisertal
- 1957: Jungfrauenkrieg
- 1957: Der Wilderer vom Silberwald
- 1957: Der Pfarrer von St. Michael
- 1958: Heiratskandidaten
- 1958: Hallo Taxi
- 1958: Die Straße
- 1958: Einmal noch die Heimat seh’n
- 1963: Teufelskreise
- 1968: Der Unbestechliche
- 1969: Asche des Sieges
- 1977: Die Abenteuer des braven Soldaten Schwejk (Fernsehserie, 1 Folge)
- 1980: Aus der Fremde
- 1983: In Zeiten wie diesen
- 1984: Die Försterbuben
- 1985: Die Flucht ohne Ende (Fernsehserie, 1 Folge)
- 1987: Ein Mann nach meinem Herzen
- 1989: Otoko wa tsurai yo: Torajiro kokoro no tabiji
- 1991: Malina
- 1991: Sehnsüchte oder Es ist alles unheimlich leicht
- 1994: Der Bessere gewinnt
- 1994–1998: Kommissar Rex (Fernsehserie, 2 Folgen, verschiedene Rollen)
- 1995: Transit
- 1996: Die Fernsehsaga – Eine steirische Fernsehgeschichte (Fernsehserie, 1 Folge)
- 1997: Die Schule der Liebe
- 1999: Aus heiterem Himmel (Fernsehserie, 1 Folge)
- 1999: Liebe versetzt Berge
- 2000: Heimkehr der Jäger
- 2000: Komm, süßer Tod
- 2001: Klinik unter Palmen (Fernsehserie, 3 Folgen)
- 2001: Edelweiss
- 2001: Die Windsbraut
- 2001: Trautmann – Nichts ist so fein gesponnen (Fernsehserie)
- 2001: Uprising – Der Aufstand
- 2001: Schloßhotel Orth (Fernsehserie, 1 Folge)
- 2002: Marienhof (Fernsehserie, 1 Folge)
- 2002: Weißblaue Geschichten (Fernsehserie, 1 Folge)
- 2003: Der Bulle von Tölz: Klassentreffen (Fernsehreihe)
- 2003: Tatort: Wenn Frauen Austern essen (Fernsehreihe)
- 2003: Broti & Pacek – irgendwas ist immer (Fernsehserie, 1 Folge)
- 2004: Die Rückkehr des Tanzlehrers
- 2004: Die Liebe hat das letzte Wort
- 2005: Die Patriarchin (Fernsehserie, 1 Folge)
- 2005: Alphateam – Die Lebensretter im OP (Fernsehserie, 1 Folge)
- 2005: Die Camper (Fernsehserie, 1 Folge)
- 2005: Die Country Kids aus der Steiermark (Fernsehserie, 13 Folgen)
- 2006: Tom Turbo (Fernsehserie, 1 Folge)
- seit 2006: Rote Rosen (Fernsehserie)
- 2007: Barbara Wood: Sturmjahre
- 2007: Lilly Schönauer – Umweg ins Glück
- 2007: Hamburg Dockland (Fernsehserie, 1 Folge)
- 2007: SOKO Kitzbühel (Fernsehserie, 1 Folge)
- 2007: Notruf Hafenkante (Fernsehserie, 1 Folge)
- 2008: Die Rosenheim-Cops (Fernsehserie, 1 Folge)